# Castillo de Quer
El castillo de Quer está situado al suroeste de Prats de Llusanés, muy cerca de su núcleo principal. Su nombre proviene de la gran roca sobre la que se asienta la torre de planta circular, que ha alcanzado nuestros días, y que pertenecía a los señores de Lluçà. Fue una pequeña jurisdicción en el extremo de la jurisdicción de Llusá.

## Historia del conjunto
La historia de este castillo va muy ligada a la de los señores del castillo de Llusá. Este aparece mencionado el año 905 cuando el obispo de Vich Idalguer consagró la iglesia de Santa María del castillo de Llusá. El lugar de Quer se menciona en mayo de 1056, cuando Ermesenda de Balsareny, esposa de Sunifredo II de Llusá, hizo donación al hijo Ramón, levita, de todo el alodio dicho «Cher», con los edificios, tierras y pertenencias. A la muerte de Ramón, el alodio (aunque no figura como castillo), tenía que pasar al hermano Folc o a sus hijos. Folc heredó el alodio en 1074, al encontrarse gravemente enfermo, hizo el voto que si se curaba entraría al monasterio de Ripoll como monje. Así sucedió aportando el alodio de Quer como dotación. Berenguer Sunifredo de Llusá pidió al abad de Ripoll el dominio del castillo y el alodio de Quer para darlo a la sede de Vich (1099).
En 1104 Pedro de Llusá acuerda con el obispo Arnau de Vich que defendería los bienes del obispo desde el castillo de Quer. En 1170 Guillem de Llusá en su testamento asignaba todo el derecho que tenía del castillo de Quer a su pariente Gombau de Besora y, si este no lo aceptaba, tenía que pasar a su hermano Bernardo. Este recibió los derechos y se negó en principio a reconocer los derechos de la sede de Vich. Finalmente en 1176 ambas partes llegaron a un acuerdo. A la muerte de Bernardo de Besora, la familia Llusá recuperó los derechos sobre el castillo. En 1198 Pedro de Llusá cedió a su mujer Estefanía el castillo de Quer, salvando los derechos de la Iglesia de Vic. En abril del mismo año, en juramento prestado por «Petrus de Luciano» al rey Pedro II de Aragón, comparece la mención de la «forcia de castro de Cher».
Hacia 1242, Pedro de Llusá donó el castillo del Quer a su segundo, Mir, casado con Elissendis de Oló. Pedro de Oló, hijo de este matrimonio, lo poseyó hasta 1297 que hizo testamento. Pedro de Oló edificó la capilla de Santa Lucía hacia 1275. En su testamento, da a la capilla de «Ste. Lucie des Quer», el derecho de tarea de pan y vino de los términos del castillo del Quer, para el mantenimiento de su culto.
En 1299, Bernat Guillem de Portella, señor del castillo de Llusá, rinde homenaje de fidelidad al obispo de Vich Berenguer de Bellvís por todos los feudos que tenía, llamado el «Castrum de Quero». Asimismo, el 8 de mayo de 1324 Bernat de Portella, hijo y heredero de Bernat Guillem, prestó el homenaje al prelado si bien hizo constar que dudaba de que el castillo de Quer lo tuviera en feudo de los obispos vicenses. Así el castillo de Quer siguió las mismas vicisitudes que el castillo de Llusá. No hay documentación de la existencia de castellanos en el castillo de Quer.

## Arquitectura
El elemento más importante que queda del castillo de Quer es la torre de defensa. Es circular, hecha con sillar regular románico hasta las tres cuartas partes de su altura. El resto es de sillar normal es nuevo. Desgraciadamente la torre ha sido muy reformada.